# Ecatepec de Morelos
Ecatepec de Morelos là một đô thị thuộc bang México, México. Năm 2005, dân số của đô thị này là 1688258 người.
Ecatepec de Morelos, từng có tên chính thức San Cristóbal Ecatepec de Morelos, là một thành phố ở bang México và là thủ phủ của khu tự quản Ecatepec de Morelos; Tuy nhiên, cả hai thành phố và khu tự quản thường được gọi đơn giản là "Ecatepec". Tên gọi "Ecatepec" là bắt nguồn từ tiếng Nahuatl, và có nghĩa là "đồi gió". Đó là một tên thay thế hoặc gọi đến Quetzalcoatl. "Morelos" là tên cuối cùng của José María Morelos, một anh hùng của cuộc chiến tranh Độc lập của Mexico.
Thành phố này là sự mở rộng trên thực tế cùng với chính quyền khu tự quản với dân số năm 2005 của thành phố của 1.687.549 người, chiếm 99,9% dân số khu tự quản 1.688.258 người. Dân số tạm thời điều tra dân số năm 2010 là 1.658.806. Thành phố hình thành vùng ngoại ô đông dân nhất của Ciudad de Mexico.
"San Cristóbal" (Thánh Christopher) là vị thánh bảo trợ của thành phố, có ngày lễ được tổ chức vào 25 tháng 7 hàng năm. 
Địa điểm đáng chú ý bao gồm các nhà thờ Công giáo mới nhất ở Mexico, Sagrado Corazon de Jesús, một số nhà thờ thời kỳ thuộc địa và các dinh thự của đại tá Casa de los virreyes.